# Sarah Wassermair

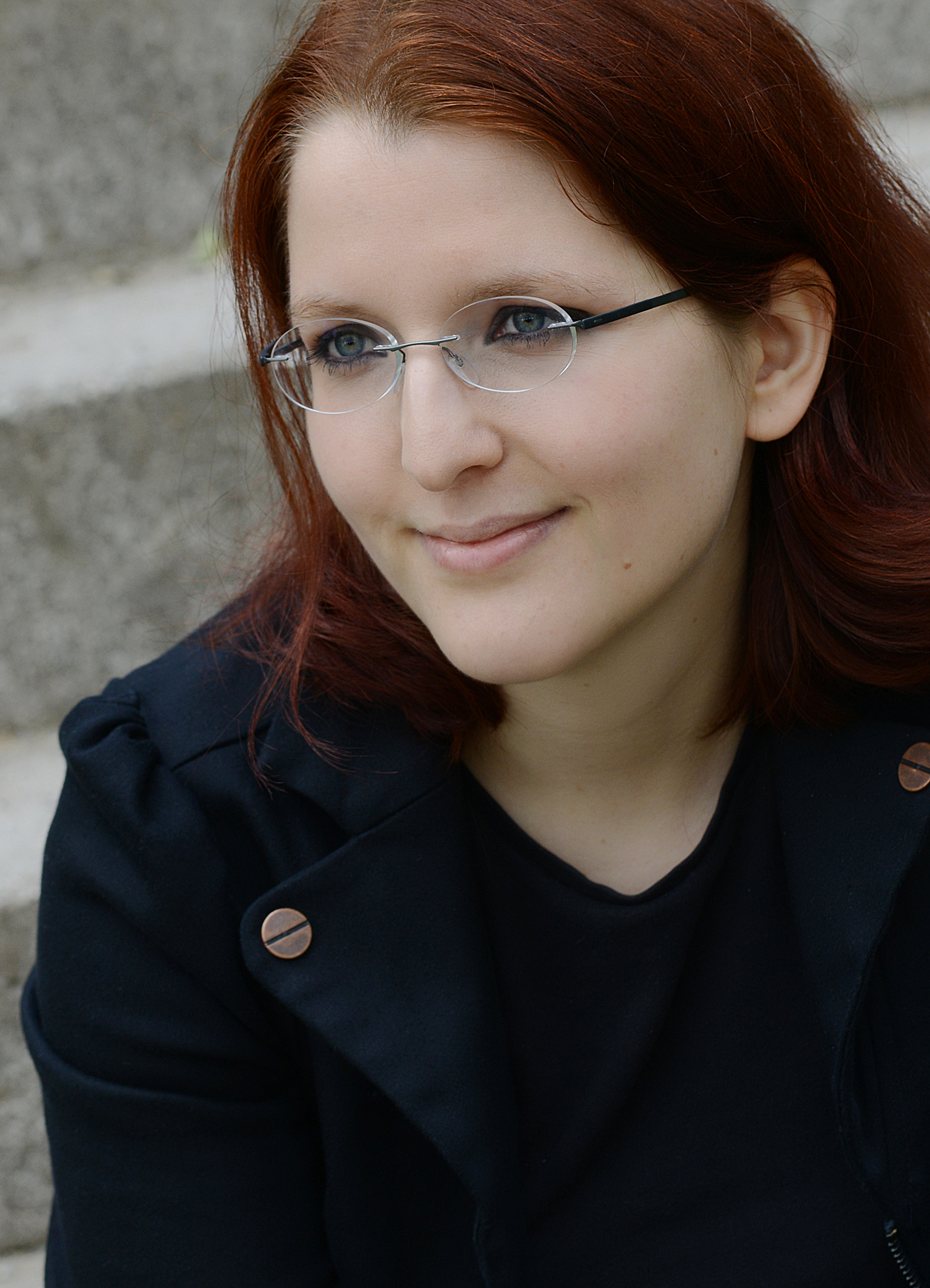
Sarah Wassermair (2018)

Sarah Wassermair (* 3. März 1988 in Aschach an der Donau) ist eine österreichische Drehbuchautorin.

## Leben
Sarah Wassermair schrieb schon als Volksschulkind Kurzgeschichten. Sie besuchte das Gymnasium Dachsberg, an dem es eine große Theater- und Musicaltradition gibt. Kurz vor ihrer Matura entschied sie sich, Drehbuch zu studieren. Seit 2006 studiert sie an der Filmakademie Wien Buch und Dramaturgie und ist „Miterfinderin“ der Fernsehserie Janus. Wassermair adaptiert auch Musicals für Kindertheater.
Sie lebt in Wien und in Aschach.

## Filmografie
- 2007: „Ostinato“, Drehbuch und Regie
- 2007: „Todesnachrichten“, Kurzfilm, Drehbuch
- „Die Brüder Löwenherz“, Musical-Adaption nach Astrid Lindgren für das Gymnasium Dachsberg, Musik: Jürgen Geißelbrecht, Regie: Horst Pühringer, 2008
- „Glasige Augen“, „Free Mozart“, „Mala Fide“ und „Spitzendeckchen“
- „Janus“, Drehbuch mit Jacob Groll, 2013
- „Das Dschungelbuch“, Musical-Adaption für das Gymnasium Dachsberg, Musik: Jürgen Geißelbrecht, Regie: Horst Pühringer, 2012
- SOKO Donau (Fernsehserie), Drehbuch mit Jacob Groll
  - „Die letzte Fahrt“, Staffel 8, Folge 2, Regie: Erhard Riedlsperger, 2013
  - „Der Heilige der Verdammten“, Staffel 8, Folge 11, Regie: Manuel Flurin Hendry, 2013
  - „Eine Leiche zu viel“, Staffel 9, Folge 5, Regie: Erhard Riedlsperger, 2013
  - „Mrs. D“, Staffel 9, Folge 9, Regie: Holger Gimpel, 2013
  - „Daddy Cool“, Staffel 9, Folge 14, Regie: Manuel Flurin Hendry, 2013
  - „Perfekte Welt“, Staffel 10, Folge 2, Regie: Erhard Riedlsperger, 2014
  - „Gute Gesellschaft“, Staffel 10, Folge 5, Regie: Holger Gimpel, 2014
  - „Alte Gräber“, Staffel 10, Folge 13, Regie: Holger Barthel, 2015
  - "Heldentod", Staffel 11, Folge 1, Regie: Holger Gimpel, 2015
  - „Alles wird gut“, Staffel 11. Folge 6, Regie: Olaf Kreinsen, 2015
  - „Der Preis der Macht“, Staffel 11, Folge 13, Regie:  Erhard Riedlsperger, 2016
  - „Freunderlwirtschaft“, Staffel 12, Folge 7, Regie: Holger Gimpel, 2017
  - „Der Finger am Abzug“, Staffel 12, Folge 14, Regie: Holger Barthel, 2017
  - „Familie Schweiger“, Staffel 13, Folge 4, Regie: Holger Barthel 2017
- „Der Winterprinz“, Musical für das Gymnasium Dachsberg nach "Die Schneekönigin" von Hans-Christian Andersen, Musik: Jürgen Geißelbrecht, Regie: Horst Pühringer, 2015[4]
- „Es muss sein“, Musikalische Erzählung, gemeinsam mit Michael Schreckenberg,
  - Uraufführung: Dezember 2015 „Wunschkonzert“ in Haag am Hausruck
  - Aufführung: Februar 2017: „Land und Wille“, Brucknerhaus Linz[5]
- Heldt (Fernsehserie), Drehbuch mit Michael Schreckenberg
  - „Spukhaus“, Staffel 6, Episode 10, Regie: Hans Dietz, 2018
- 2019: Landkrimi – Das dunkle Paradies
- 2021: Landkrimi – Flammenmädchen
- 2022: Geschichten vom Franz
- 2022: Schrille Nacht (Fernsehfilm)
- 2023: Tatort: Azra
- 2023: Neue Geschichten vom Franz
- 2025: Tatort: Messer (Fernsehreihe)